# Éric Herson-Macarel
Pour les articles homonymes, voir Herson et Macarel.
Éric Herson-Macarel est un acteur et directeur artistique français, né le 1er janvier 1964 à Paris.
Il joue régulièrement au théâtre et au cinéma.
Également actif dans le doublage, il est entre autres la voix française régulière de Willem Dafoe, Mark Strong, Daniel Craig et Robert Carlyle, ainsi que l'une des voix de Cary Elwes et Clive Owen. Il double également Bruce Willis à plusieurs reprises entre 2020 et 2022.
Par ailleurs, il est également narrateur de livres audio et de documentaires pour la télévision.

## Biographie
Éric Herson-Macarel est le père des comédiens Lazare Herson-Macarel et Galilée Herson-Macarel. Son père, Philippe Herson-Macarel, a été une « grande voix » de la radio, notamment sur France Musique où il introduisait des émissions consacrées à la « musique contemporaine » comme celle de Pierre Boulez.

## Théâtre
Nombreux spectacles au théâtre avec, entre autres, Jacques Lassalle, Didier Bezace, Lucian Pintilié, David Gery, Philippe Adrien, etc.
- 1987 : Ce soir on improvise de Luigi Pirandello, mise en scène Lucian Pintilie, Théâtre de la Ville
- 2011-2012 : Le Vicaire d'après Rolf Hochhuth, mise en scène Jean-Paul Tribout, Théâtre 14 Jean-Marie Serreau
- 2011-2014 : Le Porteur d'histoire, texte et mise en scène d'Alexis Michalik, Studio des Champs-Élysées
- 2021 : Les Misérables d'après Victor Hugo, mise en scène Lazare Herson-Macarel, Théâtre de la Tempête

## Filmographie partielle

### Cinéma
- 1988 : La Vie et rien d'autre de Bertrand Tavernier
- 1991 : L.627 de Bertrand Tavernier
- 1996 : Capitaine Conan de Bertrand Tavernier
- 2004 : L'Équipier de Philippe Lioret : Laurent
- 2005 : Divergence de Martin Mauvoisin : le professeur d'histoire
- 2006 : Je vais bien, ne t'en fais pas de Philippe Lioret : le premier professeur
- 2008 : Guy Môquet, un amour fusillé de Philippe Bérenger : Désiré Granet
- 2008 : Coluche : L'Histoire d'un mec d'Antoine de Caunes : un inspecteur de la PJ
- 2009 : À l'origine de Xavier Giannoli : Barracher
- 2009 : Welcome de Philippe Lioret : le policier du centre de rétention
- 2012 : After de Géraldine Maillet : le second policier
- 2014 : Tiens-toi droite de Katia Lewkowicz : le collègue de la cellule recherche 3
- 2014 : Gemma Bovery d'Anne Fontaine : Dave Matthews
- 2016 : Nocturama de Bertrand Bonello : Brandet
- 2020 : Adieu les cons d'Albert Dupontel : un policier à la radio (voix, non crédité)
- 2021 : Oxygène d'Alexandre Aja : le capitaine Moreau (voix)
- 2021 : Le Sommet des dieux de Patrick Imbert : Habu vieux

### Télévision

#### Téléfilms
- 1984 : La Dictée, série de Jean Cosmos (pseudonyme : Éric Dufay)
- 2011 : Le Repaire de la vouivre de Edwin Baily : Christian Pratt
- 2015 : Mystère à l'Opéra de Léa Fazer

#### Séries télévisées
- 2002 / 2008 : Julie Lescaut : Michaël (saison 11, épisode 2 : Amour blessé) et Lafon (saison 17, épisode 1 : Julie à Paris)
- 2006 : Femmes de loi : Gérard Marsan (saison 6, épisode 3 : Cantine mortelle)
- 2008 : Cellule Identité : le capitaine de gendarmerie (saison 1, épisode 4 : Innocente)
- 2008-2011 : Hard : Andréa
- 2009 : Diane, femme flic : Santos
- 2010 : R.I.S Police scientifique : Thomas Levec (saison 5, épisode 14 : Explosif)
- 2010 : Profilage : Thomas Verdier (saison 2, épisode 2 : Les Fils de l'homme)
- 2013 : Joséphine, ange gardien : Dujardin (saison 14, épisode 4 : De père en fille)
- 2014 : Les Hommes de l'ombre : le rédacteur en chef de Media Mag
- 2017 : Le juge est une femme : Franck Martineau (saison 15, épisode 3 : Disparue)
- 2017 : Cherif : le cardiologue de Mme Chérif
- 2019 : Les Sauvages de Rebecca Zlotowski
- 2020 : Balthazar de Clothilde Jamin et Clélia Constantine : l'inspecteur de l'IGS (saison 3, épisode 3 : Dos au mur)
- 2021 : Germinal de David Hourrègue : Pluchart (mini-série)
- 2021 : Le Code de Lionel Olenga : le commandant Billier (mini-série)
- 2022 : Alex Hugo d'Olivier Langlois : Vassile Lupu (saison 9 épisode 2 : La Part du diable)
- 2022 : Jeux d'influence : Fabrice Ballande (saison 2 de Jean-Xavier de Lestrade)

## Doublage

### Cinéma

#### Films
- Willem Dafoe dans (27 films) :
  - Auto Focus (2002) : John Carpenter
  - Spider-Man (2002) : Norman Osborn / le Bouffon Vert
  - L'Enlèvement (2004) : Arnold Mack
  - Spider-Man 2 (2004) : Norman Osborn / le Bouffon Vert
  - xXx² : The Next Level (2005) : George Deckert
  - Manderlay (2005) : le père de Grace
  - Mr. Ripley et les Ombres (2005) : Neil Murchinson
  - Spider-Man 3 (2007) : Norman Osborn / le Bouffon Vert
  - Les Brasiers de la colère (2013) : John Petty
  - John Wick (2014) : Marcus
  - Last Call (2017) : Ed Blackridge
  - Aquaman (2018) : Nuidis Vulko
  - Vox Lux (2018) : le narrateur (voix)
  - Brooklyn Affairs (2019) : Paul Randolph
  - The Lighthouse (2019) : Thomas Wake
  - Zack Snyder's Justice League (2021) : Nuidis Vulko
  - Spider-Man: No Way Home (2021) : Norman Osborn / le Bouffon vert
  - The Card Counter (2021) : le commandant John Gordo
  - Nightmare Alley (2021) : Clement « Clem » Hoately
  - The Northman (2022) : Heimir le fou
  - Dead for a Dollar (2022) : Joe Cribbens
  - Asteroid City (2023) : Saltzburg Keitel
  - Pauvres Créatures (2023) : Dr Godwin Baxter
  - Kinds of Kindness (2024) : Raymond / George / Omi
  - Beetlejuice Beetlejuice (2024) : Wolf Jackson
  - The Phoenician Scheme (2025) : Knave
  - La Légende d'Ochi (2025) : Maxim
- Mark Strong dans (19 films) : 
  - Miss Pettigrew (2008) : Nick Colderelli
  - Babylon A.D. (2008) : Finn
  - Mensonges d'État (2008) : Hani Salaam
  - Sherlock Holmes (2009) : Lord Blackwood
  - Kick-Ass (2010) : Frank D'Amico
  - Les Chemins de la liberté (2010) : Khabarov
  - L'Aigle de la Neuvième Légion (2011) : Guern
  - La Taupe (2011) : Jim Prideaux
  - Zero Dark Thirty (2013) : George
  - Mindscape (2013) : John Washington
  - Imitation Game (2014) : Stewart Menzies
  - Kingsman : Services secrets (2014) : Merlin
  - Grimsby : Agent trop spécial (2016) : Sebastian Graves
  - Jadotville (2016) : Pr Conor Cruise O'Brien
  - Miss Sloane (2016) : Rodolfo Schmidt
  - Kingsman : Le Cercle d'or (2017) : Merlin
  - Shazam! (2019) : Dr Thaddeus Bodog Sivana
  - Shazam! La Rage des Dieux (2023) : Dr Thaddeus Bodog Sivana (caméo, scène post-générique)
  - Shadow Force (2025) : Jack Cinder
- Daniel Craig dans (16 films) :
  - Casino Royale (2006) : James Bond
  - Invasion (2007) : Ben Driscoll
  - À la croisée des mondes : La Boussole d'or (2007) : Lord Asriel
  - Flashbacks of a Fool (2008) : Joe Scott
  - Quantum of Solace (2008) : James Bond
  - Les Insurgés (2009) : Tuvia Bielski
  - Cowboys et Envahisseurs (2011) : Jake Lonergan
  - Dream House (2011) : Will Atenton / Peter Ward
  - Millénium : Les Hommes qui n'aimaient pas les femmes (2011) : Mikael Blomkvist
  - Skyfall (2012) : James Bond
  - 007 Spectre (2015) : James Bond
  - Kings (2017) : Obie
  - À couteaux tirés (2019) : le détective Benoît Blanc
  - Mourir peut attendre (2021) : James Bond
  - Glass Onion : Une histoire à couteaux tirés (2022) : Benoît Blanc
  - Queer (2024) : William Lee
- Robert Carlyle dans (10 films) : 
  - Carla's Song (1995) : George
  - The Full Monty (1997) : Gaz
  - Face (1997) : Ray
  - Vorace (1999) : le colonel Ives / Colqhoun
  - Les Cendres d'Angela (1999) : Malachy, le père
  - La Plage (2000) : Daffy
  - Le 51e État (2001) : Felix DeSouza
  - Chungkai, le camp des survivants (2001) : Major Campbell
  - Eragon (2006) : Durza
  - 28 Semaines plus tard (2007) : Don
- Cary Elwes dans (10 films) :
  - Menteur, menteur (1997) : Jerry
  - Le Collectionneur (1997) : Casanova
  - L'Ombre du vampire (2000) : Fritz Arno « Fritzy » Wagner
  - Un parfum de meurtre (2001) : Thomas H. Ince (1er doublage)
  - Saw (2004) : Dr Lawrence Gordon
  - Saw 2 (2005) : Dr Lawrence Gordon (voix off)
  - Edison (2005) : D.A. Jack Reigert
  - Saw 3D (2010) : Dr Lawrence Gordon
  - Happy New Year (2011) : le médecin de Stan
  - Mission : Impossible - Dead Reckoning (2023) : Denlinger
- Bruce Willis dans (7 films) :
  - Open Source (2020) : Donovan Chalmers
  - Anti-Life (2020) : Clay Young
  - La Proie (2021) : Karl Helter
  - Hors de la mort (2021) : Jack Harris
  - Survive the Game (2021) : l'inspecteur David Watson
  - Wrong Place (2022) : Frank Richards
  - Wire Room (2022) : Shane Mueller
- Matt Dillon dans (6 films) :
  - Le Saint de Manhattan (1993) : Matthew
  - City of Ghosts (2002) : Jimmy
  - L'Employé du mois (2004) : David Walsh
  - Collision (2004) : l'officier Ryan
  - Blindés (2009) : Mike Cochrone
  - Capone (2020) : Johnny
- James Spader dans (5 films) :
  - Stargate (1994) : Dr Daniel Jackson
  - Crash (1996) : James Ballard
  - The Watcher (2000) : Joel Campbell
  - Shorts (2009) : M. Black
  - Lincoln (2012) : William N. Bilboe
- Joseph Fiennes dans (5 films) :
  - Shakespeare in Love (1998) : William « Will » Shakespeare
  - Stalingrad (2001) : le commissaire Danilov
  - Luther (2003) : Martin Luther
  - À contre-courant (2009) : Paul Thompson
  - La Résurrection du Christ (2016) : Clavius
- Thomas Haden Church dans (4 films) :
  - Sideways (2004) : Jack
  - Smart People (2008) : Chuck Wetherhold
  - Nouveau Départ (2011) : Duncan Mee
  - Hellboy (2019) : Lobster Johnson
- Shea Whigham dans (4 films) :
  - Tigerland (2000) : Wilson
  - Bad Company (2002) : l'agent Wells
  - Machete (2010) : Sniper
  - Kong: Skull Island (2017) : Earl Cole
- Clive Owen dans (4 films) :
  - Closer, entre adultes consentants (2004) : Larry
  - L'Enquête (2009) : Louis Salinger
  - Duplicity (2009) : Ray Koval
  - Valérian et la Cité des mille planètes (2017) : le commandant Arün Filitt
- Holt McCallany dans (4 films) :
  - Un homme en colère (2021) : Haiden « Bullet » Blaire
  - Ice Road (2021) : Rene Lampard
  - Iron Claw (2023) : Fritz Von Erich
  - The Amateur (2025) : Alex Moore
- Viggo Mortensen dans :
  - Les Jeunes Américains (1993) : Carl Frazer
  - L'Extrême Limite (1993) : Ronnie
  - Psycho (1998) : Sam Loomis
- Charlie Sheen dans :
  - Terminal Velocity (1994) : Richard « Ditch » Brodie
  - Haute trahison (1997) : Bobby Bishop
  - Wall Street : L'argent ne dort jamais (2010) : Bud Fox
- Dominic West dans :
  - Mémoire effacée (2004) : Ashley « Ash » Correll
  - Hannibal Lecter : Les Origines du mal (2007) : l'inspecteur Pascal Popil
  - Money Monster (2016) : Walt Camby
- Mads Mikkelsen dans :
  - Le Roi Arthur (2004) : Tristan
  - Les Soldats de l'ombre (2009) : Citron
  - Charlie Countryman (2014) : Nigel
- Gerard Butler dans :
  - 300 (2007) : le roi Léonidas
  - Le Chantage (2008) : Neil Randall
  - Chasing Mavericks (2012) : Frosty Hesson
- Robert Downey Jr. dans :
  - Air America (1990) : Billy Covington
  - La télé lave plus propre (1991) : David Seton Barnes
- Aidan Quinn dans :
  - En liberté dans les champs du seigneur (1991) : Martin Quarrier
  - Blink (1994) : détective John Hallstrom
- Patrick Swayze dans :
  - La Cité de la joie (1992) : Max Lowe
  - Un père en cavale (1993) : Jack Charles
- Terry Kinney dans :
  - La Firme (1993) : Lamar Quinn
  - Sleepers (1996) : Ralph Ferguson
- Woody Harrelson dans :
  - Proposition indécente (1993) : David Murphy
  - She Hate Me (2004) : Leland Powell
- Denis Leary dans :
  - Suicide Kings (1997) : Lono Veccio
  - Thomas Crown (1999) : Michael McCann
- Kenneth Branagh dans :
  - La Proposition (1998) : père Michael McKinnon
  - The Gingerbread Man (1998) : Rick Magruder
- Vincent D'Onofrio dans :
  - Claire Dolan (1998) : Elton Garrett
  - Salton Sea (2002) : Pooh-Bear
- Clark Gregg dans :
  - Photo Obsession (2002) : l'inspecteur Paul Outerbridge
  - Nous étions soldats (2002) : le capitaine Tom Metsker
- Darío Grandinetti dans :
  - Parle avec elle (2002) : Marco Zuluaga
  - Julieta (2016) : Lorenzo Gentile
- Aaron Eckhart dans :
  - Le Dahlia noir (2006) : Lee Blanchard
  - I, Frankenstein (2014) : Adam Frankenstein
- Liev Schreiber dans :
  - Le Voile des illusions (2006) : Charlie Townsend
  - Un jour de pluie à New York (2019) : Roland Pollard
- Damian Young dans :
  - Hors de contrôle (2010) : le sénateur Jim Pine
  - Les Sept de Chicago (2020) : Howard Ackerman
- 1985 : Sang pour sang : Ray (John Getz)
- 1987 : Les Dents de la mer 4 : Michael « Mike » Brody (Lance Guest)
- 1987 : Maurice : Clive Durham (Hugh Grant)
- 1988 : Parle à mon psy, ma tête est malade : Perry Kovin (Arye Gross)
- 1988 : Gorilles dans la brume : Brennan (Iain Glen) et Larry (Davis Lansbury)
- 1988 : Les Aventures du baron de Münchausen : l'officier héroïque (Sting)
- 1988 : Nicky et Gino : Eugene 'Gino' Luciano (Ray Liotta)
- 1989 : Erik le Viking : Keitel le forgeron (Gary Cady)
- 1990 : Le Parrain, 3e partie : Anthony Vito Corleone (Franc D'Ambrosio)
- 1990 : Danse avec les loups : le chirurgien (Jim Wilson)
- 1990 : Tremors : Valentine McKee (Kevin Bacon)
- 1990 : Aux sources du Nil : Herne (Christopher Fulford)
- 1990 : Henry et June : Richard Osborn (Kevin Spacey)
- 1990 : La Nuit des morts-vivants : Tom (William Butler)
- 1990 : Bons Baisers d'Hollywood : Neil Bleene (Oliver Platt)
- 1991 : Ce cher intrus : Rob Cullen (Griffin Dunne)
- 1992 : Et au milieu coule une rivière : Norman Maclean (Craig Sheffer)
- 1992 : Chaplin : Sydney Chaplin (Paul Rhys)
- 1992 : La Différence : Jack Connors (Cole Hauser)
- 1992 : Wayne's World : Benjamin Kane (Rob Lowe)
- 1992 : Bodyguard : Clive Healy (Nathaniel Parker)
- 1993 : Flesh and Bone : Arlis Sweeney (Dennis Quaid)
- 1993 : Le Temps de l'innocence : Ted Archer (Robert Sean Leonard)
- 1993 : Poetic Justice : Brad (Billy Zane)
- 1994 : Ace Ventura, détective chiens et chats : lui-même (Dan Marino)
- 1994 : Le Cadeau du ciel : Tanny Newland (Stephen Baldwin)
- 1995 : Programmé pour tuer : Lindenmeyer (Stephen Spinella)
- 1995 : L'Armée des douze singes : José (Jon Seda)
- 1995 : Nixon : Harold Nixon (Tony Goldwyn)
- 1996 : Beauté volée : Richard (D. W. Moffett)
- 1996 : Cœur de dragon : le roi Einon (David Thewlis)
- 1996 : La Chasse aux sorcières : le révérend John Hale (Rob Campbell (en))
- 1996 : Roméo + Juliette : Mercutio (Harold Perrineau Jr.)
- 1997 : Donnie Brasco : le narrateur ( ? ) (voix)
- 1997 : Le Cinquième Élément : Mondoshawan / équipe au sol (Kevin Molloy) et le premier assistant ( ? )
- 1997 : City of Crime : Lee Egan (Timothy Hutton)
- 1997 : Turbulences à 30 000 pieds : le copilote Ted Kary (James G. MacDonald)
- 1997 : Un amour de sorcière : Michael Firth (Gil Bellows)
- 1997 : Le Chacal : Ghazzi Murad (Ravil Isyanov)
- 1998 : Festen : Kim (Bjarne Henriksen)
- 1998 : Mary à tout prix : Dom Wagonawski (Chris Elliott)
- 1998 : Louis & Frank : le second travesti ( ? )
- 1998 : Les Idiots : le chef ( ? )
- 1999 : Fight Club : Tyler Durden (Brad Pitt)
- 1999 : Virgin Suicides : Trip Fontaine, adulte (Michael Paré)
- 1999 : Le Talentueux Mr Ripley : Peter Smith-Kingsley (Jack Davenport)
- 1999 : Big Daddy : Tommy (Peter Dante)
- 1999 : Virus : Steve Baker (William Baldwin)
- 1999 : Jeanne d'Arc : Buck (Vincent Regan)
- 2000 : L'Enfer du devoir : Major Mark Biggs (Guy Pearce)
- 2000 : Aniki, mon frère : Shirase (Masaya Katō)
- 2000 : Fous d'Irène : l'agent Peterson (Zen Gesner)
- 2000 : O'Brother : un homme ( ? )
- 2001 : Quills, la plume et le sang : l'Abbé du Coulmier (Joaquin Phoenix)
- 2001 : En territoire ennemi : Master Chief Tom O'Malley (David Keith)
- 2002 : 28 Jours plus tard : Major Henry West (Christopher Eccleston)
- 2002 : Meurs un autre jour : Gustav Graves (Toby Stephens)
- 2002 : X-Men 2 : soldat Lyman (Peter Wingfield)
- 2002 : Equilibrium : le Père (Sean Pertwee)
- 2002 : Phone Game : le sniper (Kiefer Sutherland) (voix)
- 2002 : Igby : Tommy (Glenn Fitzgerald)
- 2002 : Full Frontal : Hitler (Nicky Katt)
- 2003 : Les Larmes du soleil : Kelly Lake (Johnny Messner)
- 2003 : Détour Mortel : Chris Finn (Desmond Harrington)
- 2003 : La ligue des gentlemen extraordinaires : Dorian Gray (Stuart Townsend)
- 2003 : Bad Boys 2 : voix additionnelles
- 2003 : Good Bye, Lenin! : Dr Wagner (Eberhard Kirchberg)
- 2003 : Confessions d'un homme dangereux : instructeur Jenks (Robert John Burke)
- 2003 : Memories of Murder : Jo Young-goo (Kim Loi-ha)
- 2003 : Infernal Affairs 2 : SP Luk (Jun Hu)[2]
- 2003 : Retour à la fac : Barry, le professeur d'éducation sexuel (Andy Dick)
- 2003 : The Singing Detective : Mark Binney (Jeremy Northam)
- 2003 : Wonderland : Ron Launius (Josh Lucas)
- 2004 : I, Robot : Lawrence Robertson (Bruce Greenwood)
- 2004 : Cellular : Ethan Greer (Jason Statham)
- 2004 : J'adore Huckabees : Tommy Corn (Mark Wahlberg)
- 2004 : Born to Fight : Foong (Chatthapong Pantanaunkul)
- 2005 : Kingdom of Heaven : Almaric (Velibor Topić)
- 2005 : De l'ombre à la lumière : Max Baer (Craig Bierko)
- 2005 : Le Monde de Narnia : Le Lion, la Sorcière blanche et l'Armoire magique : Maugrim le loup (Sim Evan-Jones) (voix)
- 2005 : Faux Amis : Vic Cavanaugh (Billy Bob Thornton)
- 2006 : This Is England : Combo (Stephen Graham)
- 2006 : Le Parfum : Druot (Paul Berrondo)
- 2006 : Une grande année : Amis (Richard Coyle)
- 2007 : Die Hard 4 : Trey (Jonathan Sadowski)
- 2007 : La Dernière Légion : Nestor (John Hannah)
- 2008 : Zack et Miri font un porno : Brandon (Justin Long)
- 2008 : Frost/Nixon : John Birt (Matthew Macfadyen)
- 2008 : Le Prix de la loyauté : commandant Francis Tierney, Jr. (Noah Emmerich)
- 2008 : Jackpot : Jeffery Lewis (Rob Corddry)
- 2008 : Le Témoin amoureux : Colin McMurray (Kevin McKidd)
- 2008 : Le Monde de Narnia : Le Prince Caspian : Loup-Garou, Bulgy Bear (David Walliams) & Asterius le minotaure (Shane Rangi)
- 2009 : X-Men Origins: Wolverine : John Howlett (Peter O'Brien)
- 2010 : Fair Game : Scooter Libby (David Andrews)
- 2010 : Night and Day : Rodney (Marc Blucas)
- 2010 : Wolfman : détective Aberline (Hugo Weaving)
- 2011 : La Maison des ombres : Malcolm McNair (Shaun Dooley)
- 2013 : Haunter : Bruce (Peter Outerbridge)
- 2016 : Tu ne tueras point : le lieutenant-colonel Cooney (Matthew Nable)
- 2017 : Baby Driver : Brad Pitt dans l'extrait du film Fight Club (caméo vidéographique)
- 2017 : Thor : Ragnarok : Surtur (Clancy Brown) (voix)
- 2017 : Goon: Last of the Enforcers : Hyrum Cain (Callum Keith Rennie)
- 2018 : Pentagon Papers : voix additionnelles
- 2018 : Seule la vie... : Mr Saccione (Antonio Banderas)
- 2018 : Driven : Benedict Tissa (Corey Stoll)
- 2019 : Le Roi : Sir William Gascoigne (Sean Harris)
- 2019[n 1] : Wizards of the North - The First Battle : ? (?)
- 2020 : L'Appel de la forêt : le dresseur de chien [Qui ?]
- 2021 : Dune : Première partie : le narrateur du livre-bobines [Qui ?] (voix)
- 2023 : King's Land : Trappaud (Jacob Lohmann)
- 2024 : La Planète des singes : Le Nouveau Royaume : Koro (Neil Sandilands)
- 2024 : Boy Kills World : la voix intérieure de Boy (H. Jon Benjamin)
- 2024 : Riposte : Ezekiel Swann (Anthony Michael Hall)
- 2025 : The Alto Knights : Vito Genovese et Frank Costello (Robert De Niro)
- 2025 : iHostage : Mark (Eric Corton (nl))

#### Films d'animation
- 1992[n 2] : Porco Rosso : Feralin
- 1994[n 3] : Pompoko : Bunta
- 2009 : Volt, star malgré lui : Dr Calico
- 2009 : Blood: The Last Vampire : Michael[n 4]
- 2015 : Mune : Le Gardien de la Lune : Necross (création de voix)
- 2019 : Blackfox (en) : Brad
- 2021 : Le Sommet des dieux : Habu vieux[3] (création de voix)
- 2024 : Looney Tunes : Daffy et Porky sauvent le monde : le savant[n 5]

### Télévision

#### Téléfilms
- Robert Carlyle dans :
  - Hitler : La Naissance du mal (2003) : Adolf Hitler
  - Monroe : Le Passé pour cible (2005) : Tom Monroe
  - Trafic d'innocence (2005) : Sergei Karpovich
  - La Grande Inondation (2007) : Rob Morrison
  - 24 Heures chrono : Redemption (2008) : Carl Benton
- Peter Benson dans :
  - Le prix de l'infidelité (2017) : Greg Halpern
  - Les aveux d'une mère (2020) : Otto Croft
- Scott Gibson dans :
  - Échapper à mon kidnappeur ! (2019) : l'inspecteur Rick Flores
  - Une famille déchirée par les secrets (2019) : Trevor Hillman
- 1995 : La Bible : Joseph : Joseph (Paul Mercurio)
- 1996 : Gotti : Sammy Gravano (William Forsythe)
- 1997 : Dead Silence : Ted Handy (Kim Coates)
- 1999 : Le plongeon de Véra : Manfred Minke (Tobias Moretti)
- 2005 : Confessions dangereuses : le professeur Fluke Kelso (Daniel Craig)
- 2006 : Double Visage : Dean Swanson (William deVry)
- 2007 : Une vie brisée : K.C. Hollings (Rob Stewart)
- 2011 : Brisée par mon mari : Matt Walsh (David Millbern)
- 2013 : Air Force One ne répond plus : le ministre Dimitri Kozinski (Carsten Norgaard)
- 2016 : Amour, orgueil et préjugés : Grant Markham (Ken Tremblett)
- 2018 : Le lycée des vanités : Stuart (David Maldonado)
- 2019 : Quand Harry épouse Meghan : Mariage royal : Tom Markle (Bruce Blain)
- 2021 : S'échapper à tout prix : Paul (Richard Neil)

#### Séries télévisées
- Mark Strong dans :
  - Low Winter Sun (2013) : Frank Agnew (10 épisodes)
  - Deep State (en) (2018) : Max Easton (8 épisodes)
  - Temple (en) (2019-2021) : Dr Daniel Milton (15 épisodes)
  - The Penguin (2024) : Carmine Falcone (mini-série, 2 épisodes)
  - Dune: Prophecy (depuis 2024) : l'empereur Javicco Corrino (5 épisodes)
  - Nine Perfect Strangers (2025) : David (mini-série)
- Matthew Nable dans : 
  - Arrow (2014-2015) : Ra's al Ghul
  - Quarry (2016) : Thurston
  - Legends of Tomorrow (2016) : Ra's al Ghul (saison 1, épisode 9)
  - The Sounds (en) (2020) : Jack McGregor
- Arnold Vosloo dans : 
  - 24 Heures chrono (2005) : Habib Marwan
  - Chuck (2009) : Vincent Smith
  - Bones (2011) : Jacob Broadsky
- Mike Dopud dans : 
  - Stargate Atlantis (2008) : Kiryk (saison 5, épisode 9)
  - Stargate Universe (2010-2011) : Varro, lieutenant des forces de l'alliance Luxienne
  - Mistresses (2013) : Olivier Dubois
- Jon Gries dans : 
  - Lost : Les Disparus (2007-2010) : Roger Linus
  - Nikita (2010) : « l'ingénieur » (saison 1, épisode 10)
- Thomas Kretschmann dans : 
  - The Cape (2011) : Gregor Molotov (saison 1, épisode 3)
  - Penny Dreadful: City of Angels (2020) : Richard Goss (8 épisodes)
- Vincent Regan dans : 
  - The Royals (2015-2018) : le roi Simon Henstridge
  - Undercover (2016) : Dominic Carter
- Titus Welliver dans :
  - Bosch: Legacy (2022-2025) : l'inspecteur Hieronymus « Harry » Bosch (30 épisodes)
  - Ballard (2025) : Harry Bosch (3 épisodes)
- Robert Carlyle dans :
  - The Full Monty, la série (2023) : Gary « Gaz » Scofield (mini-série)
  - Toxic Town (2025) : Sam Hagen (mini-série)
- 1984 : Les Derniers Jours de Pompéi : Glaucus (Nicholas Clay)
- 1995 : Loïs et Clark : Les Nouvelles Aventures de Superman : Patrick Sullivan (Julian Stone) (saison 3, épisode 4)
- 1999 : Profiler : Toby Watson (Doug Savant) (saison 3, épisode 12)
- 1999 : Delta Team : Robert Markham (Ralph Herforth)
- 2000 : Le Dixième Royaume : Acorn (Warwick Davis)
- 2004 : ReGenesis : Lloyd Peterman (David Storch)
- 2007 : The Killing : Theis Birk Larsen (Bjarne Henriksen)
- 2007 : Médium : Nick Lewin (Holt McCallany)
- 2009-2011 : Hung : Ray Drecker (Thomas Jane)
- 2010 : Los Angeles, police judiciaire : Toomey (Jeff Kober) (saison 1, épisode 3)
- 2011 : Luck : Isadore Cohen (Ted Levine)
- 2011-2012 : Nikita : Patrick Miller (William deVry)
- 2012 : Grimm : Leo Taymor (Nick Chinlund) (saison 1, épisode 12)
- 2012-2013 : American Horror Story : Monseigneur Timothy Howard (Joseph Fiennes)
- 2013-2014 : Crossing Lines : Lev Marianski (Karel Roden)
- 2014-2015 : Prey : Marcus Farrow (John Simm) (mini-série)
- 2014-2017 : Les Héritiers : Robert Eliassen (Trond Espen Seim)
- 2015 : The Frankenstein Chronicles : Sir William Chester (Samuel West)
- 2015-2016 : Banshee : Calvin Bunker (Chris Coy)
- 2016 : Mars : Ben Sawyer (Ben Cotton)
- 2016-2017 : The Exorcist : père Marcus Keane (Ben Daniels)
- 2016-2019 : La Folle Aventure des Durrell : Spiros Halikiopoulos (Aléxis Georgoúlis) (26 épisodes)
- 2017 : The Punisher : Carson Wolf (C. Thomas Howell)
- 2017 : Vikings : Lord Denewulf (Keith McErlean)
- 2018 : Témoin indésirable : le divisionnaire Bellamy Gould (Brian McCardie (en)) (mini-série)
- 2018 : Roman Empire : Pompée (Stephen Lovatt)
- 2019 : The Son : Eugene Monahan (Jeremy Bobb)
- 2019 : Watchmen : « Juge Masqué » (Cheyenne Jackson)
- 2019 : Looking for Alaska : Walter Halter (Joe Chrest) (mini-série)
- 2020 : The New Pope : Leopold Essence (J. David Hinze)
- 2020 : L'Empire Oktoberfest : Curt Prank (Misel Maticevic) (mini-série)
- 2021 : Clarice : Paul Krendler (Michael Cudlitz)
- 2021 : Kamikaze : Niels (Sevik Perl)
- depuis 2021 : New York, crime organisé : le narrateur d'introduction (voix, à partir de l'épisode 5 de la saison 1)
- 2022 : Obi-Wan Kenobi : Vect Nokru (Flea) (mini-série)
- 2022 : The Gilded Age : Richard Clay (Patrick Page) (1re voix, saison 1)
- depuis 2022 : Le Seigneur des anneaux : Les Anneaux de pouvoir : le prince Durin IV (Owain Arthur)
- 2023 : Secret Invasion : le président Ritson (Dermot Mulroney) (mini-série)
- 2023 : Hasta el cielo : La série (es) : Rogelio (Luis Tosar) (7 épisodes)
- 2024 : Ancestral : Kang Hong-sik (Hyun Bong-sik)
- 2024 : Percy Jackson et les Olympiens : Poséidon (Toby Stephens) (saison 1, épisodes 7 et 8)
- 2024 : Masters of the Air : le lieutenant-colonel Albert « Bub » Clark (Sam Hazeldine) (mini-série)
- 2024 : Maxton Hall : Le monde qui nous sépare : Mortimer Beaufort (Fedja van Huêt)
- 2025 : The Assassin : Damian [Qui ?]

#### Séries d'animation
- 1997 : Capitaine Star : le capitaine Jim Star
- 2004 : Samurai champloo : Mukuro
- 2012 : Cars Toon : Stanley
- 2013[n 1] : JoJo's Bizarre Adventure : Battle Tendency : Messina
- 2015 : Objectivement : l'éponge, le savon liquide, Truman Condom (série en stop motion créée par Guillaume Le Gorrec et Hadrien Cousin, sur Arte Creative)
- 2019[n 6] : Demon Slayer: Kimetsu no Yaiba : Sakonji Urokodaki
- 2023 : Tobie Lolness : ? (création de voix)

### Jeux vidéo
- 2004 : Tom Clancy's Splinter Cell: Pandora Tomorrow : divers mercenaires
- 2006 : Tom Clancy's Splinter Cell: Double Agent : voix additionnelles
- 2006 : Tom Clancy's Ghost Recon Advanced Warfighter : le capitaine Michell
- 2006 : Titan Quest : le roi Leonidas
- 2006 : Daxter : Kaeden

### Direction artistique
Films d'animation
- 1992[n 2] : Le Voyage d'Edgar dans la Forêt Magique

## Fiction audio
- 2021 : Blacksad : le détective privé John Blacksad

## Voix off

### Documentaires
- 2000 : Sables brûlants (3 x 52 minutes, La Cinquième, Télé Images, Discovery Channel, Brando Quilici Produzioni NS. S.R.L.)
- 2001 : Un Éden au Sahara (ZED)
- 2001 : Jouets de Chine (Discover China, Beijing Taiga Film & TV Co)
- 2005 : Les explorateurs du temps : Voyage aux sources du temps (Arte)
- 2005 : L'incroyable aventure de Monsieur de Lapérouse (Atom, réalisateur : Yves Bourgeois)
- 2006 : Les Gardiens de la jungle (5 x 26 minutes, Arte France, Gédéon Programmes)
- 2014 : Arctique, la conquête glaciale (Documentaire Arte, réalisateur : Tania Rakhmanova)
- 2014 : Les bâtisseurs de l'impossible : le narrateur (10 x 40 minutes)
- 2017 : Viêtnam (Documentaire Arte, Réalisateurs : Ken Burns et Lynn Novick)
- 2017 : Corée, une guerre sans fin (Documentaire Arte, Réalisateur : John Magio)
- 2020 : Secrets d'ambassades, Berlin 1933-1939 (52 minutes, réalisateur : Pierre-Olivier François)
- 2021 : Being James Bond : Daniel Craig (lui-même)

### Émission radiophonique
- Au Fil de l'Histoire sur France Inter : dans « Les derniers jours d'Edgar Allan Poe », Éric Herson-Macarel prête sa voix à John Sartain
- Fiction / Samedi Noir sur France Culture : dans « Des ombres sur Innsmouth », d'après la nouvelle d'H. P. Lovecraft, Éric Herson-Macarel prête sa voix à l'Oncle du narrateur
- La vérité sur l'Affaire Harry Quebert sur France Culture : sergent Gahalowood

### Musique
- 2013 : Arts Martiens du groupe IAM : il apparait sur les titres Spartiate Spirit, Marvel et Sombres manœuvres / Manœuvres sombres

## Livres audio
Éric Herson-Macarel — qui a utilisé pendant plusieurs années le pseudonyme d'« Éric Dufay » dans les enregistrements publiés par Livraphone — est narrateur principal ou seul narrateur des œuvres suivantes :
Œuvre de Jussi Adler-Olsen (éditions Audiolib)
- Miséricorde ;

Œuvres d'Honoré de Balzac (éditions Livraphone)
- Le Père Goriot ;

Œuvres de Mary Higgins Clark (éditions Livraphone)
- La Nuit du renard ;

Œuvres de Michael Connelly (éditions Livraphone)
- dans la série Harry Bosch :
  - Les Égouts de Los Angeles,
  - La Glace noire,
  - La Blonde en béton,
  - Le Dernier Coyote,
  - Le Cadavre dans la Rolls,
  - L'Envol des anges,
  - Wonderland Avenue,
  - Lumière morte,
  - Deuil interdit,
  - Echo Park (en),
  - À genoux,
  - Le Verdict de plomb ;
- autres romans de Michael Connelly
  - Darling Lilly ;

Œuvres de Maurice Druon (éditions Livraphone)
- Quand un roi perd la France, tome 7 de la série Les Rois maudits ;

Œuvres d'Alexandre Dumas (éditions Livraphone)
- Le Comte de Monte-Cristo ;

Œuvres de Günter Grass (éditions Livraphone)
- En crabe ;

Œuvres de Victor Hugo (éditions Lyre Audio)
- Les Contemplations ;

Œuvres d'Agota Kristof (éditions Livraphone)
- Le Troisième Mensonge,
- La Preuve,
- Le Grand Cahier ;

Œuvres de Volker Kutscher (éditions Sixtrid)
- Le Poisson mouillé (2014)
- La Mort muette (2014)
- Goldstein (2014)

Œuvres de Camilla Läckberg (éditions Audiolib)
- Le Prédicateur,
- L'Oiseau de mauvais augure,
- L'Enfant allemand ;

Œuvres de Maurice Leblanc (éditions Livraphone)
- La Demoiselle aux yeux verts,
- La Barre-y-va ;

Œuvres de Cormac McCarthy (éditions Livraphone)
- Non, ce pays n'est pas pour le vieil homme (aussi connu, en français, sous le titre américain original No Country for Old Man),
- La Route ;

Œuvres d'André Malraux (éditions Livraphone)
- La Condition humaine ;

Œuvres de Robert Merle (éditions Livraphone)
- La mort est mon métier ;

Œuvres de Deon Meyer (éditions Livraphone et Sixtrid)
- Jusqu'au dernier,
- Les Soldats de l'aube,
- Le Pic du Diable,
- Treize heures,
- À la trace,
- Sept jours,
- L'Année du lion ;

Œuvres de Jean-Jacques Rousseau (éditions Lyre Audio)
- Du contrat social ;
- Discours sur les sciences et les arts ;
- Essai sur l'origine des langues ;
- Fragments politiques ;
- Discours sur l'économie politique ;
- Émile ou De l'éducation ;
- Julie ou la Nouvelle Héloïse (rôle de M. de Wolmar) ;

Œuvres d'Elie Wiesel (éditions Livraphone)
- L'Aube ;

Œuvres d'Émile Zola (éditions Livraphone)
- La Bête humaine.